# (5651) Traversa
(5651) Traversa es un asteroide perteneciente al cinturón de asteroides descubierto el 14 de febrero de 1991 por Eric Walter Elst desde el Observatorio de la Alta Provenza, Saint-Michel-l'Observatoire, Francia.

## Designación y nombre
Designado provisionalmente como 1991 CA2. Fue nombrado Traversa en honor a Gilles Traversa, asistente técnico nocturno en el Observatorio de la Alta Provenza. Ha participado principalmente en el Programa Fehrenbach de Velocidades Radiales y ha realizado observaciones en Zeekoegat (Sudáfrica), La Silla (Chile) y Haute Provence, donde ha observado con el Grand Prisme Objectif (GPO), el PPM (Petit Prisme) Objectif) y el telescopio Schmidt. De 1986 a 1993, ha sido de una ayuda insustituible y se ha convertido en un muy buen amigo del descubridor durante las observaciones en la Alta Provenza.

## Características orbitales
Traversa está situado a una distancia media del Sol de 3,140 ua, pudiendo alejarse hasta 3,635 ua y acercarse hasta 2,645 ua. Su excentricidad es 0,157 y la inclinación orbital 14,65 grados. Emplea 2032,63 días en completar una órbita alrededor del Sol.

## Características físicas
La magnitud absoluta de Traversa es 11,6. Tiene 26,88 km de diámetro y su albedo se estima en 0,0511. 